# 科什伦
科什伦（法語：Cocheren，法語發音：[kɔʃʁən]；洛林法兰克语：Kochere）是法国摩泽尔省的一个市镇，属于福尔巴克-布莱摩泽尔区。

## 地理
科什伦（49°8'36"N, 6°51'23"E）面积5.62 平方千米，位于法国大東部大區摩泽尔省，该省份为法国东北部内陆省份，是洛林的一部分，西南接默尔特-摩泽尔省，东临下莱茵省，北与卢森堡和德国接壤。
与科什伦接壤的市镇（或旧市镇、城区）包括：贝南莱圣阿沃尔德、贝坦、法雷贝斯维莱尔、福尔克兰、弗雷曼-梅尔勒巴克、莫尔斯巴克、罗斯布吕克、泰丹。
科什伦的时区为UTC+01:00、UTC+02:00（夏令时）。

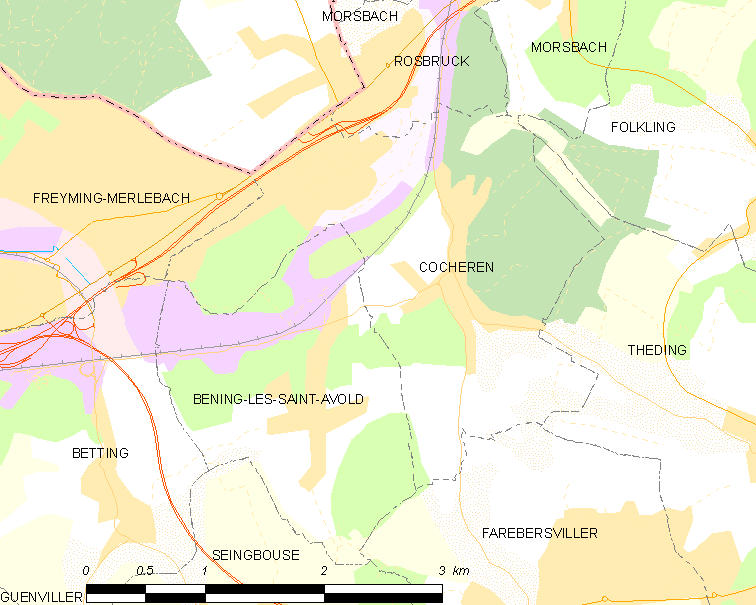
科什伦的OSM定位图

## 行政
科什伦的邮政编码为57800，INSEE市镇编码为57144。

## 政治
科什伦所属的省级选区为福尔巴克县。

## 人口

1962-2008年间科什伦人口变化图示

科什伦于2022年1月1日时的人口数量为3351人。